# Spartakiada Gwardyjska
Spartakiada Gwardyjska – zawody sportowe organizowane rokrocznie począwszy od 1959 roku. W imprezie udział brali sportowcy z resortu spraw wewnętrznych krajów socjalistycznych. Polskę w Spartakiadach Gwardyjskich reprezentowali zawodnicy klubów milicyjnych. Obecnie impreza nie jest organizowana.